# Eoin Jess
Pour les articles homonymes, voir Jess.
Eoin Jess, né le 13 décembre 1970 à Portsoy (Écosse), est un footballeur écossais, qui évoluait au poste de milieu de terrain à Aberdeen FC et en équipe d'Écosse. 
Jess a marqué deux buts lors de ses dix-huit sélections avec l'équipe d'Écosse entre 1992 et 1999.

## Carrière
- 1986-1987 : Rangers FC
- 1987-1996 : Aberdeen FC
- 1996-1997 : Coventry City
- 1997-2001 : Aberdeen FC
- 2000-2002 : Bradford City
- 2002-2005 : Nottingham Forest
- 2005-2007 : Northampton Town

## Palmarès

### En équipe nationale
- 29 sélections et 4 buts avec l'équipe d'Écosse entre 1993 et 1998.

### Avec Aberdeen FC
- Vainqueur de la Coupe d'Écosse de football en 1990.
- Vainqueur de la Coupe d'Écosse de football en 1990.